# Ostrov Durnëva
Ostrov Durnëva är en ö i Kazakstan. Den ligger i oblystet Mangghystau, i den västra delen av landet, 1 500 km väster om huvudstaden Astana.